# Luftfahrt- und Technikmuseum Merseburg

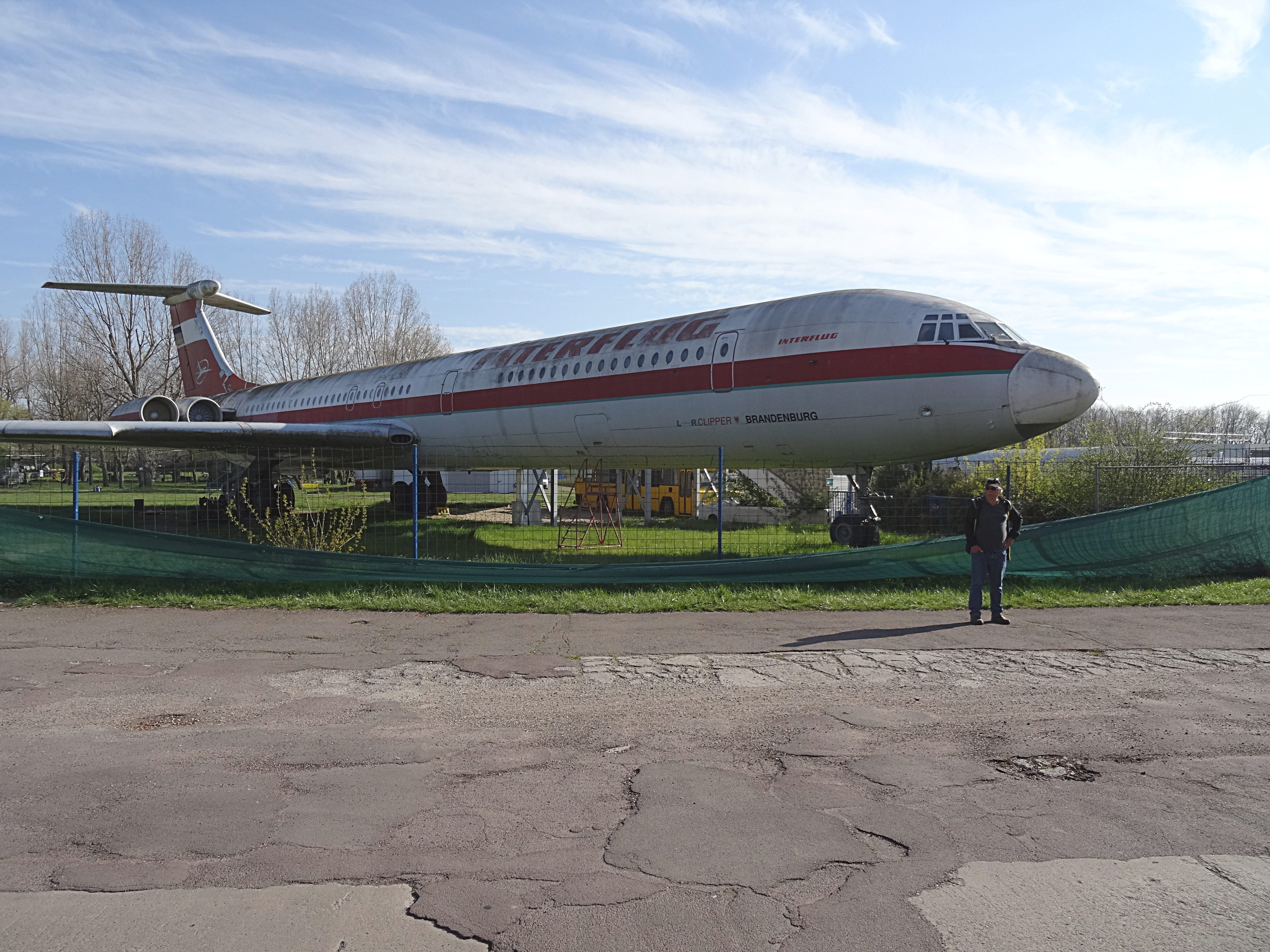
Il-62 (DM–/DDR–SEC) der ehemaligen Interflug im April 2021

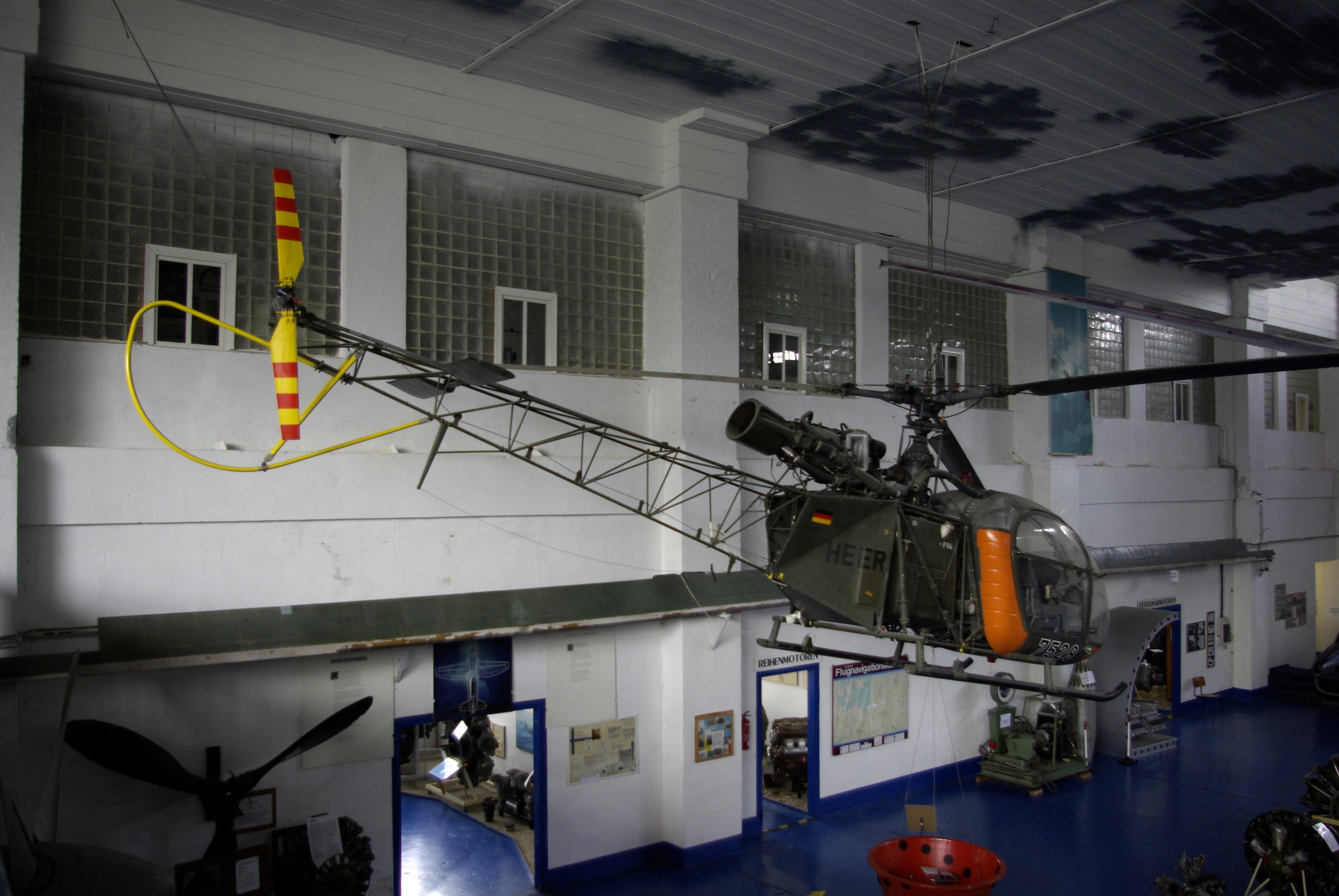
Aérospatiale SA-315 Alouette II der damaligen Heeresfliegerstaffel 1 aus Celle-Wietzenbruch 2012 in der Ausstellungshalle

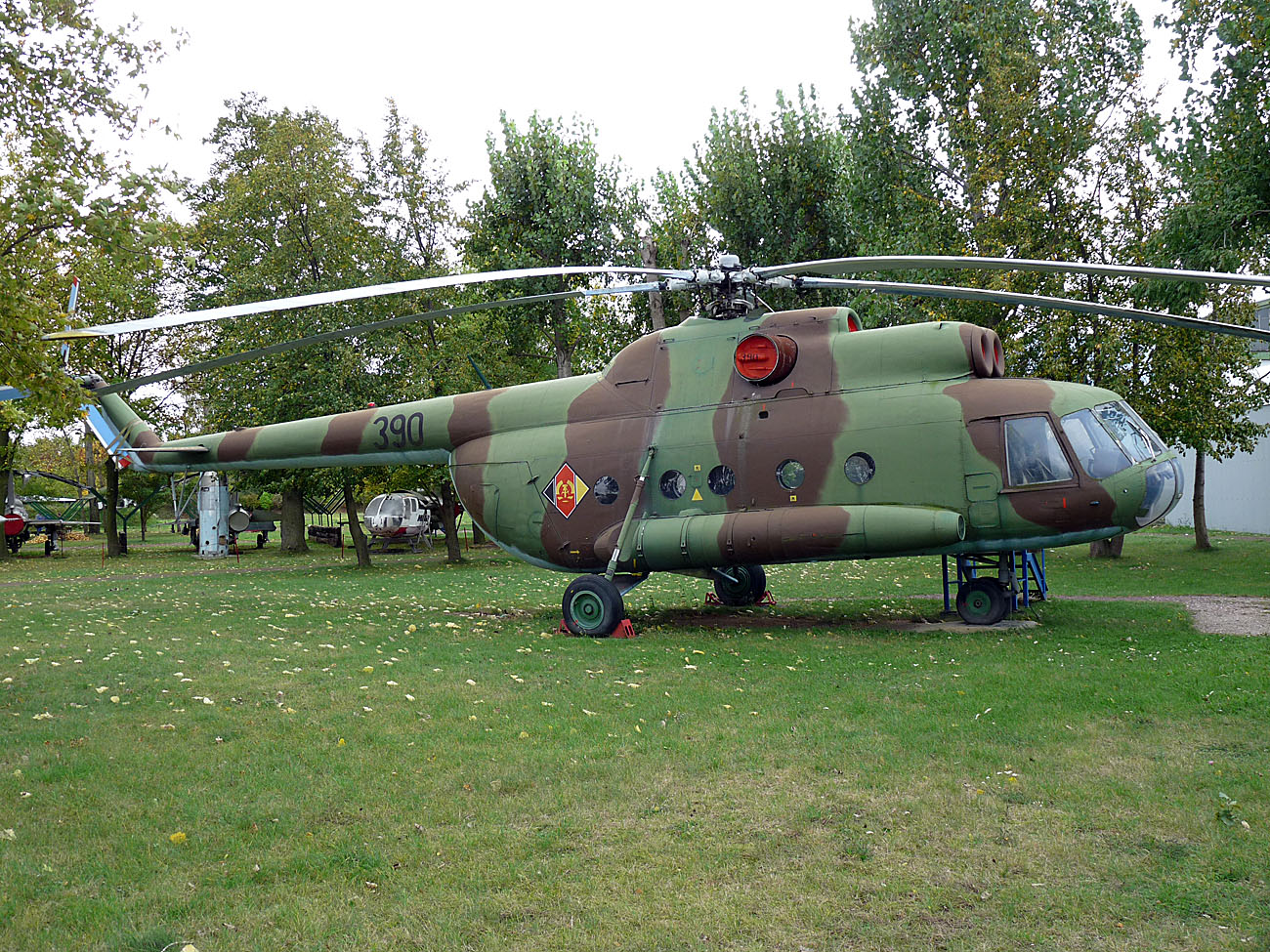
Ehemaliger Kampf- und Mehrzweckhubschrauber Mi-8T des Hubschraubergeschwaders 34 der Luftstreitkräfte der NVA der DDR 2009 im Außengelände des Museums

Das Luftfahrt- und Technikmuseum Merseburg war ein von 1996 bis 2020 bestehendes Museum für historische Technik in Merseburg (Sachsen-Anhalt).
Zu den Attraktionen zählten ein Flugzeug Il-62 (DM–/DDR–SEC), das 2003 zu einem Café umfunktioniert wurde. Das Museum präsentierte zudem eine große Anzahl verschiedener Alltagsgegenstände.

## Geschichte
Auf einem 1934 erbauten Flugplatz, der nach dem Zweiten Weltkrieg bis 1991 von sowjetischen Streitkräften besetzt war, gründete der frühere Fleischermeister aus dem Rheinland Dieter Schönau ein kleines Luftfahrt- und Technikmuseum, das er zuvor schon zehn Jahre ähnlich in Köln betrieben hatte.
1996 wurden die ersten Maschinen und Flugzeuge nach Merseburg transportiert und auf dem 62.000 Quadratmeter großen Grundstück aufgebaut. Nachdem die letzten Genehmigungen erteilt waren, erfolgte im Juni 2003 die Eröffnung des kompletten Museums. Im Laufe der Zeit sammelten sich über 50.000 Ausstellungsstücke an.
2016 forderte die Investitionsbank des Landes Sachsen-Anhalt etwa 500.000 Euro Fördermittel zurück, da die daran gebundene Schaffung von Arbeitsplätzen nicht vorgenommen wurde. Die Forderungen gegenüber Schönau aus 2016 bestehen laut Investitionsbank des Landes Sachsen-Anhalt bereits seit mehreren Jahren. Im Jahr 2017 erhoben Besucher, Vereinsmitglieder des Fördervereins und Leihgeber verschiedene schwere Vorwürfe gegen den Museumschef Schönau.
Im Jahr 2018 verkaufte Schönau das Gelände und die Ausstellungsstücke an einen neuen Betreiber, der zunächst mehr als 550 Kubikmeter Müll und andere Dinge, die sich in den vergangenen Jahrzehnten angesammelt hatten und im Gelände herumlagen, entsorgen ließ. Zu dieser Zeit forderten verschiedene Leihgeber ihre Exponate zurück, die allerdings nicht mehr auffindbar waren. Von 2019 bis 2021 gingen beim Polizeirevier Saalekreis beispielsweise sechs Anzeigen wegen verschwundener Leihgaben ein.
Das Bauordnungsamt des Saalekreises verfügte zum 13. November 2020 die Schließung des Museums. Im April 2021 wurde öffentlich, dass das bereits geschlossene Museum nicht wieder öffnen wird, nachdem der Betreiber vom Bauordnungsamt erteilte Auflagen nicht erfüllen wollte.
Im Rahmen der Sendung „Steel Buddies – Stahlharte Geschäfte“ kam es in Staffel 9, Folge 6 zu einem Verkaufsangebot der Sammlung an Firmeninhaber Michael Manousakis, was dieser jedoch schlussendlich ablehnte. Da ein Verkauf der Ausstellungsstücke an Michael Manousakis scheiterte, wurde ein Teil der Museumsstücke anderweitig verkauft oder im Fall von Leihgaben teilweise ihren Eigentümern zurückgegeben.
Nach der endgültigen Schließung des Museums planten die Betreiber 2021, das 62.000 Quadratmeter große Gelände zu teilen. Ein Teil sollte mit einem Familienhotel oder Ferienhäusern bebaut werden, ein anderer Teil mit einer Gokart-Bahn oder einem Minigolf-Platz. Die etwa 4000 Quadratmeter große Ausstellungshalle sollte zu einem Indoor-Spielplatz mit Kletterwand, einem Bällebad oder Hüpfburgen umgebaut werden. Umgesetzt wurden diese Pläne bis jetzt nicht.

## Ausstellungen

### Luftfahrttechnik
Den größten Teil des Museums nahm die Ausstellungsfläche zur Luftfahrttechnik ein. 20 Luftfahrzeuge wurden präsentiert, vornehmlich aus DDR-Zeiten.
In der Flughalle wurden Kleinflugzeuge ausgestellt. Im Außengelände wurden Militärflugzeuge aus den USA und der Sowjetunion vorgestellt, wie die Militärflugzeugreihe von Mikojan-Gurewitsch oder die Lockheed F-104 „Starfighter“. Außerdem stellte das Luftfahrt- und Technikmuseum im Außengelände begehbare Zivilflugzeuge und Helikopter, wie Il-14, die Tu-134 (DDR–SCZ, ex DM–VBB), den Hubschrauber Mi-8 oder die Il-62 (DM–/DDR–SEC), vor. Neben kompletten Flugzeugen präsentierte das Technikmuseum Ausstellungsräume zur Flugmedizin (Flugarzt), der Turbinentechnik, Ballontechnik und Flugzeugmodelle.

### Fahrzeugtechnik
Den zweiten Teil des Museums nahmen die Fahrzeuge ein. In separaten Hallen wurden die Feuerwehrtechnik aus verschiedenen Epochen sowie Modelle der Zweiradmotorisierung nach dem Zweiten Weltkrieg in der DDR gezeigt.

### Kamera- und Kinotechnik
Des Weiteren fanden sich Exponate zur Kamera- und Kinotechnik. Neben der portablen Kinoeinheit TK 35 und dem Schulprojektor TK 16 der Zeiss-Werke fand man hier die Darstellung der Entwicklung der ersten Kinoprojektoren bis zu modernen Beamern. Auch Kameras aus der Region wurden präsentiert, vor allem die der Firma Beier.

### Rechen- und Nachrichtentechnik
Ein neuer Museumsteil beschäftigte sich mit den Anfängen der Druck- und Rechentechnik. Neben den ersten automatischen Tiegeldruckpressen aus Heidelberg fand man hier den Großrechner EDVA „EC1040“. Die Entwicklung der Computer- und Chipindustrie wurde an Beispielen wie den Rechnern von Commodore, Atari oder Sinclair aufgezeigt.

### Sonderausstellungen & Treffen
Das Luftfahrt- und Technikmuseum Merseburg bot monatlich wechselnde Sonderausstellungen an, zum Beispiel die Ausstellung „Wie die Post nach Merseburg kam“. Treffen und Aktionstage (siehe Besuch des Kosmonauten Wiktor Afanassjew im Technikmuseum) fanden zusätzlich auf dem Gelände des Museums statt.

## Art der Präsentation
Die Exponate waren thematisch in Gruppen eingeteilt, auch meistens mit kleinen technischen Steckbriefen. Man fand keine langen ausführlichen Texte zu der historischen Entwicklung der Ausstellungsstücke.